# Aeroportul Leigh Creek
Aeroportul Leigh Creek (IATA: LGH, ICAO: YLEC) este un aeroport din Australia de Sud, Australia.
Situat la o altitudine de 260 m, aeroportul dispune de o singură pistă. Este operat de Outback Communities Authority⁠(d).